# Cá chim trắng
Cá chim trắng (danh pháp khoa học: Pampus argenteus) là một loài cá thuộc họ Stromateidae.
Loài cá này sinh sống ở ngoài khơi Trung Đông, Nam Á, Đông Nam Á. Cá của họ này được đặc trưng bởi cơ thể bằng phẳng, vây đuôi chẻ và vây ngực dài. Cá chim trắng có màu bạc hoặc trắng với một ít vảy. Chúng cân nặng 4–6 kg. Tuy nhiên, do đánh bắt quá mức, mẫu vật có trọng lượng dưới 1 kg thường được bắt gặp.
Loại cá này được đánh giá cao trong khu vực Ấn Độ Dương-Thái Bình Dương vì hương vị của nó.
Nó thường bị nhầm với Trachinotus carolinus sinh sống ở ngoài khơi vịnh Mexico.

## Hình ảnh

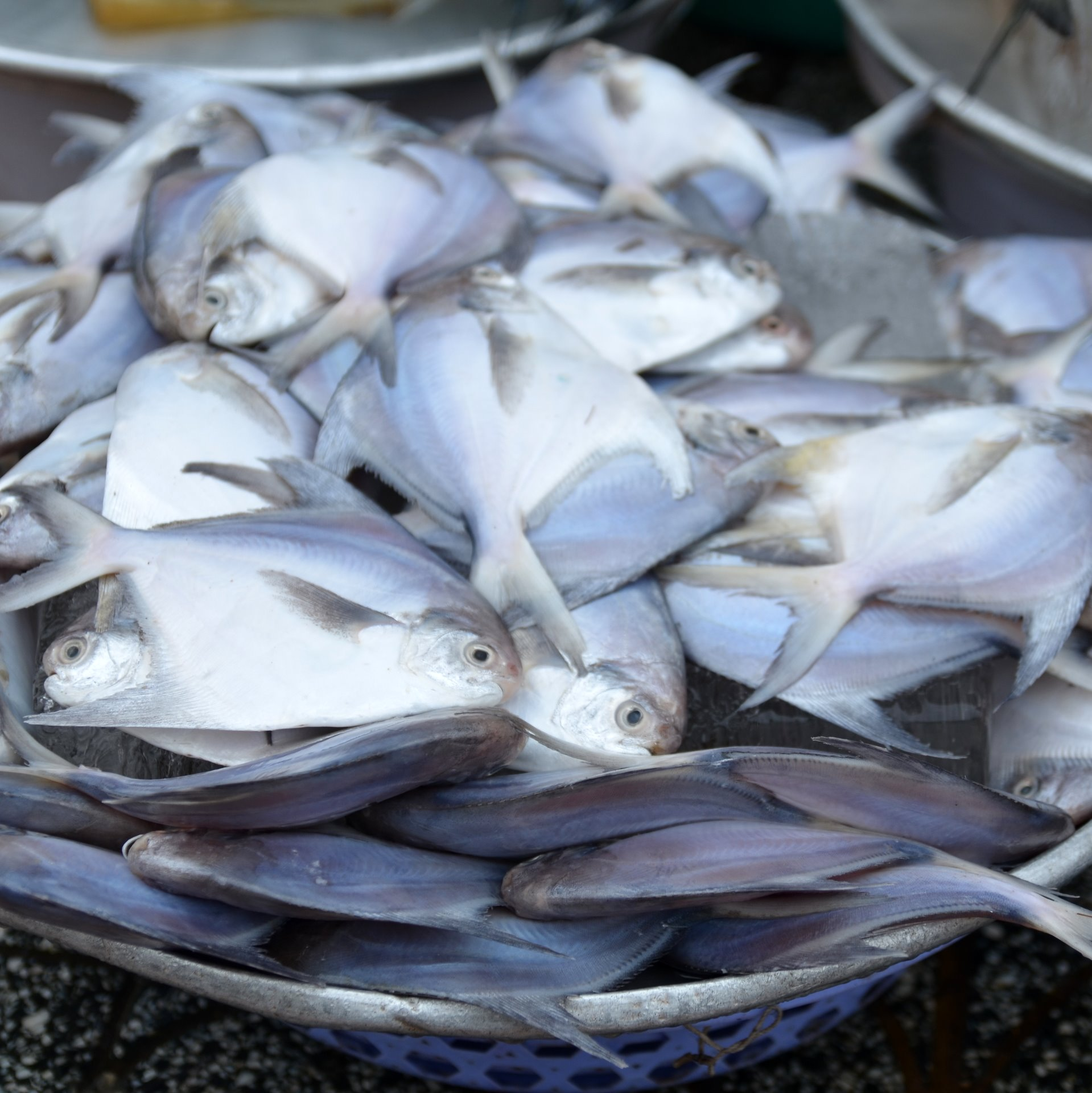
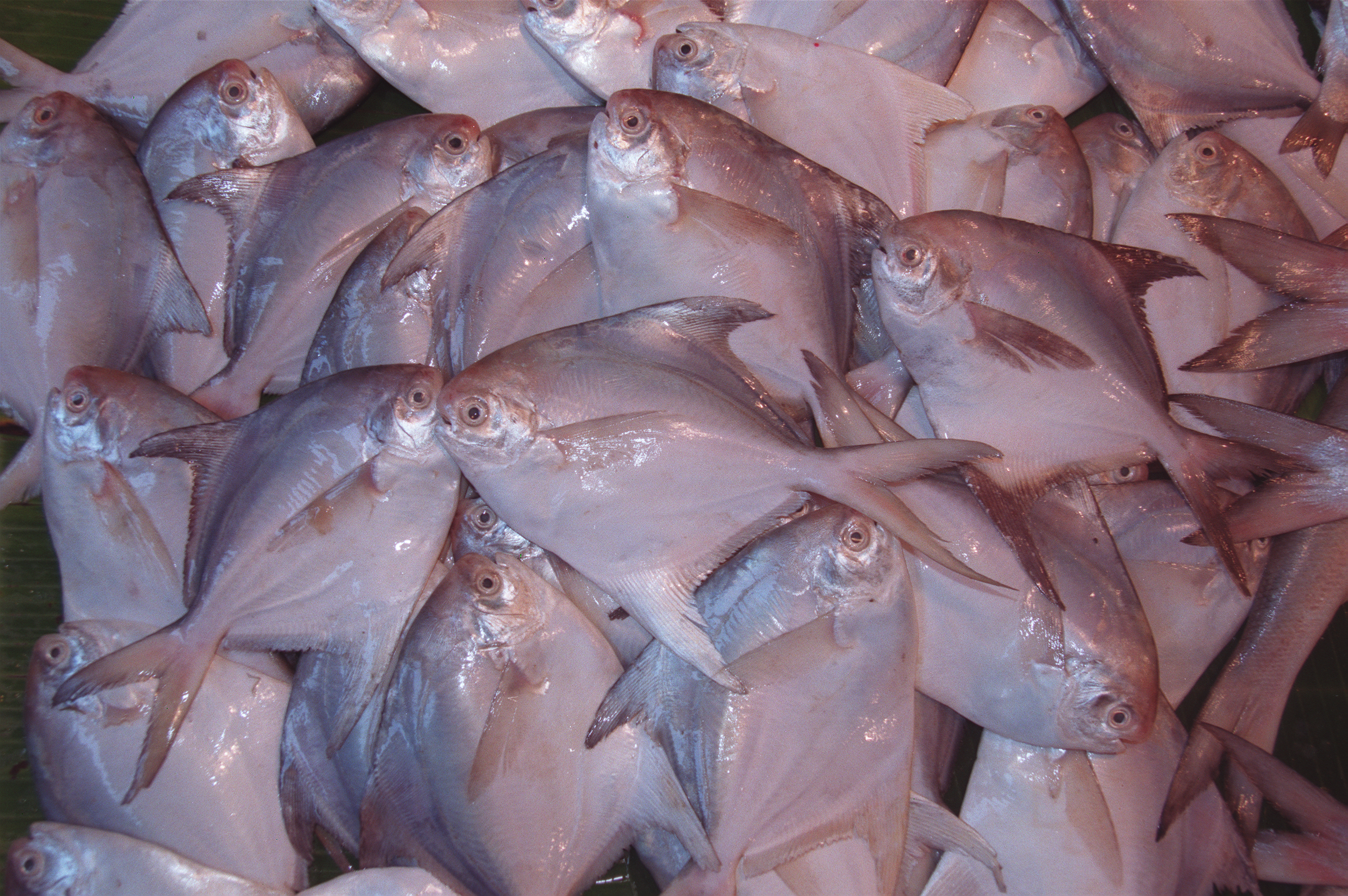
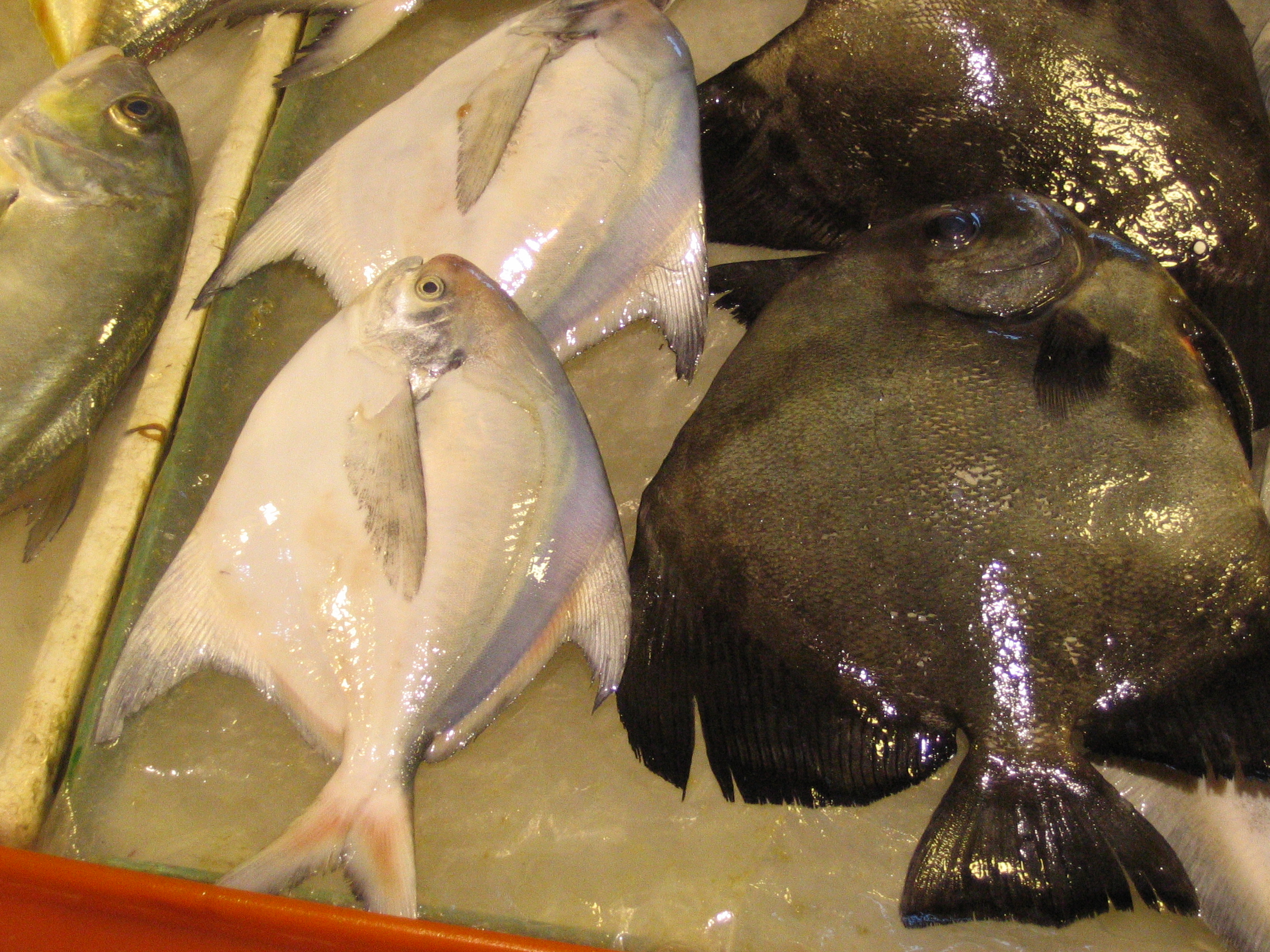
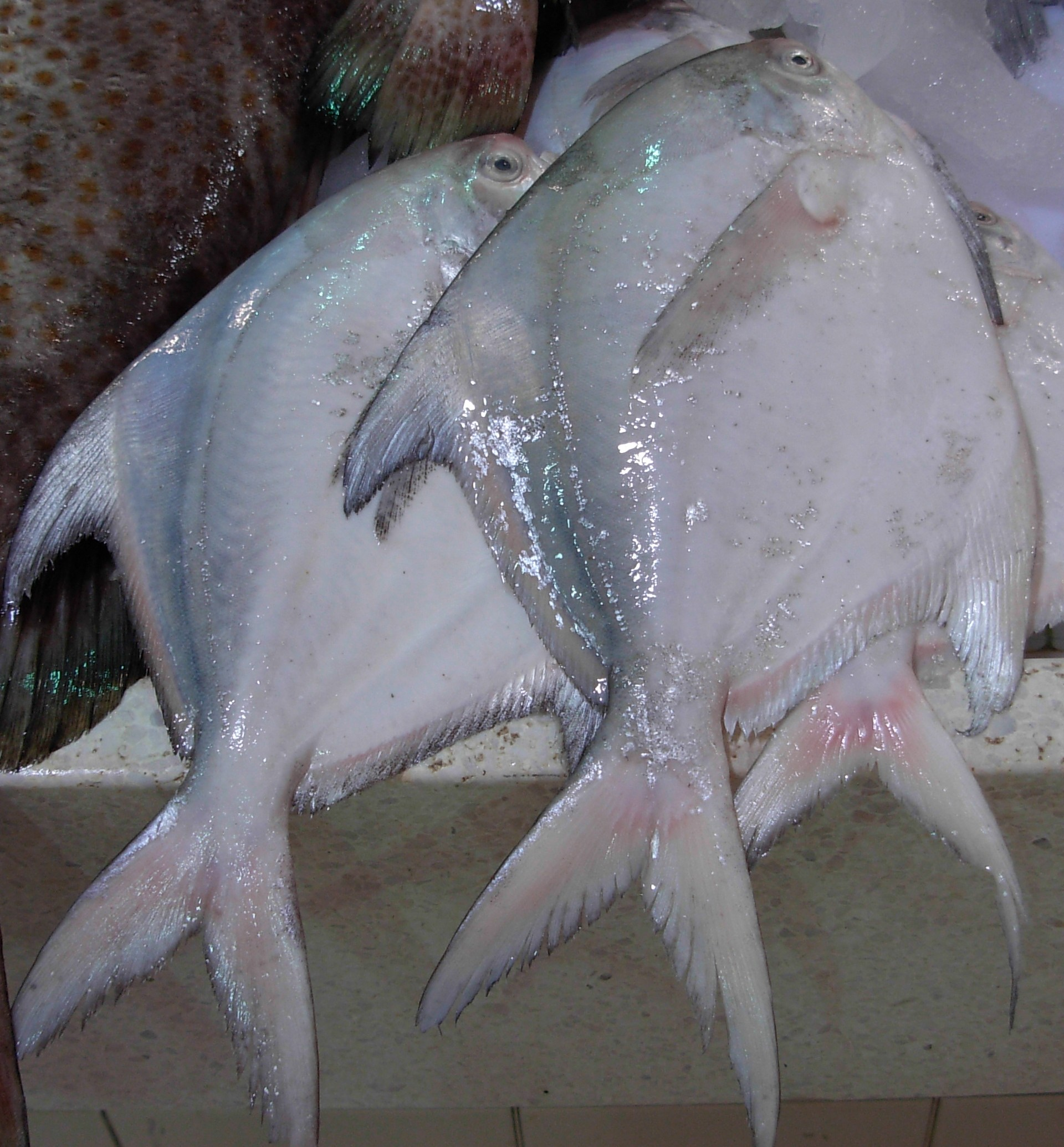